# アリーナ・ポゴストキーナ
アリーナ・ポゴストキーナ (Alina Pogostokina、1983年11月18日 - ) は、ドイツのヴァイオリニスト。

## 来歴
旧ソビエト連邦時代の1983年にレニングラードで、ヴァイオリニストの両親のもと生まれる。4歳から父親の手ほどきでヴァイオリンを始め直ちに頭角を表し、5歳で初めてのコンサートを開催した。1992年には一家でドイツのハイデルベルクへと移住。その後、クリストフ・ポッペンのプライヴェート・レッスンを経て、ベルリンのハンス・アイスラー音楽大学でアンティエ･ヴァイトハースにヴァイオリンを師事。1997年のルートヴィヒ・シュポア国際ヴァイオリン・コンクール第1位、2001年のエリザベート王妃国際音楽コンクール第4位、2002年のインディアナポリス国際ヴァイオリン・コンクール第6位と数々の有名コンクールで着実に入賞を重ね、2005年にはシベリウス国際ヴァイオリン・コンクールで優勝して一躍注目されるようになった。現在はベルリンを拠点に、シュトゥットガルト放送交響楽団やhr交響楽団、チェコ・フィルハーモニー管弦楽団、インディアナポリス交響楽団、オスロ・フィルハーモニー管弦楽団等、世界中のメジャー・オーケストラと共演を重ねている。
日本では2008年7月に読売日本交響楽団(小林研一郎指揮)と、2011年2月にNHK交響楽団(ジョナサン・ノット指揮)と共演している。
2022年12月、「気候変動問題への取り組みの一環として、今後一切航空機を利用しないことを決めたため」（東京都交響楽団ホームページより）、2023年11月に予定されていた東京都交響楽団、名古屋フィルハーモニー交響楽団への出演をキャンセルした。

## 使用楽器
ドイツ音楽生活財団貸与の1709年製ストラディヴァリウス。